# الیو دیاس
الیو دیاس (پرتغالی: Hélio Dias؛ زادهٔ ۱۹ دسامبر ۱۹۴۳) بازیکن فوتبال اهل برزیل بود.
از باشگاه‌هایی که در آن بازی کرده‌است می‌توان به باشگاه فوتبال بوتافوگو اشاره کرد.